# Bridgeport (Oklahoma)
Bridgeport és un poble dels Estats Units a l'estat d'Oklahoma. Segons el cens del 2000 tenia 109 habitants.

## Demografia
Segons el cens del 2000, Bridgeport tenia 109 habitants, 42 habitatges, i 30 famílies. La densitat de població era de 77,9 habitants per km².
Dels 42 habitatges en un 28,6% hi vivien nens de menys de 18 anys, en un 47,6% hi vivien parelles casades, en un 14,3% dones solteres, i en un 26,2% no eren unitats familiars. En el 23,8% dels habitatges hi vivien persones soles el 9,5% de les quals corresponia a persones de 65 anys o més que vivien soles. El nombre mitjà de persones vivint en cada habitatge era de 2,6 i el nombre mitjà de persones que vivien en cada família era de 3,1.
Per edats la població es repartia de la següent manera: un 24,8% tenia menys de 18 anys, un 6,4% entre 18 i 24, un 28,4% entre 25 i 44, un 22,9% de 45 a 60 i un 17,4% 65 anys o més.
L'edat mediana era de 38 anys. Per cada 100 dones de 18 o més anys hi havia 105 homes.
La renda mediana per habitatge era de 18.906 $ i la renda mediana per família de 23.333 $. Els homes tenien una renda mediana de 27.500 $ mentre que les dones 11.250 $. La renda per capita de la població era d'11.380 $. Entorn del 16,7% de les famílies i el 19,4% de la població estaven per davall del llindar de pobresa.

## Poblacions més properes
El següent diagrama mostra les poblacions més properes.